# فورلي ديل سانيو
فورلي ديل سانيو هي بلدية في مقاطعة إزرنية في منطقة مليزة بجنوب إيطاليا، وتقع على بعد حوالي 45 كيلومتر (28 ميل) شمال غرب كمبباسةوحوالي 12 كيلومتر (7 ميل) شمال غرب إزرنية.